# Кокаев, Василий Николаевич
Василий Николаевич Кокаев (1892 год — 1968 год) — звеньевой колхоза имени Сталина Пригородного района Северо-Осетинской АССР. Герой Социалистического Труда (1948).
В 1947 году звено Василия Кокаева собрало в среднем по 72,3 центнеров зерна кукурузы с каждого гектара на участке площадью 3 гектара. Указом Президиума Верховного Совета СССР от 20 мая 1966 года «за получение высоких урожаев пшеницы и кукурузы при выполнении колхозом обязательных поставок и натуроплаты за работу МТС в 1947 году и обеспеченности семенами зерновых культур для весеннего сева 1948 года» удостоен звания Героя Социалистического Труда с вручением ордена Ленина и золотой медали «Серп и Молот».
Скончался в 1968 году.